# Niska/Diskografie
Diese Diskografie ist eine Übersicht über die musikalischen Werke des französischen Rappers Niska. Den Schallplattenauszeichnungen zufolge hat er bisher mehr als 17,8 Millionen Tonträger verkauft. Seine erfolgreichste Veröffentlichung ist das Album Commando mit über 540.000 verkauften Einheiten.

## Alben

### Studioalben
| Jahr | Titel Musiklabel                          | Höchstplatzierung, Gesamtwochen, AuszeichnungChartplatzierungen (Jahr, Titel, Musiklabel, Platzierungen, Wochen, Auszeichnungen, Anmerkungen) | Höchstplatzierung, Gesamtwochen, AuszeichnungChartplatzierungen (Jahr, Titel, Musiklabel, Platzierungen, Wochen, Auszeichnungen, Anmerkungen) | Höchstplatzierung, Gesamtwochen, AuszeichnungChartplatzierungen (Jahr, Titel, Musiklabel, Platzierungen, Wochen, Auszeichnungen, Anmerkungen) | Höchstplatzierung, Gesamtwochen, AuszeichnungChartplatzierungen (Jahr, Titel, Musiklabel, Platzierungen, Wochen, Auszeichnungen, Anmerkungen) | Anmerkungen                                                           |
| Jahr | Titel Musiklabel                          | FR | BEW | DE | CH | Anmerkungen                                                           |
| ---- | ----------------------------------------- | --- | --- | --- | --- | --------------------------------------------------------------------- |
| 2016 | Zifukoro Talent Factory (UMG)             | FR3 Platin · (65 Wo.)FR | BEW12 (31 Wo.)BEW | — | CH37 (1 Wo.)CH | Erstveröffentlichung: 3. Juni 2016 Verkäufe: + 100.000                |
| 2017 | Commando Talent Factory (UMG)             | FR1 Diamant · (113 Wo.)FR | BEW3 ×2Doppelplatin · (212 Wo.)BEW | — | CH6 (4 Wo.)CH | Erstveröffentlichung: 22. September 2017 Verkäufe: + 540.000          |
| 2019 | Mr Sal Talent Factory (UMG)               | FR1 ×3Dreifachplatin · (152 Wo.)FR | BEW1 (109 Wo.)BEW | — | CH4 (11 Wo.)CH | Erstveröffentlichung: 6. September 2019 Verkäufe: + 300.000           |
| 2021 | Le monde est méchant Talent Factory (UMG) | FR2 ×3Dreifachplatin · (… Wo.)FR | BEW3 Platin · (149 Wo.)BEW | — | CH4 (12 Wo.)CH | Erstveröffentlichung: 5. November 2021 Verkäufe: + 320.000            |
| 2024 | GOAT Mal Luné Music/Rec. 118 (WMG)        | FR1 Platin · (… Wo.)FR | BEW1 (… Wo.)BEW | — | CH2 (… Wo.)CH | Erstveröffentlichung: 25. Oktober 2024 Verkäufe: + 100.000; mit Ninho |

### Mixtapes
| Jahr | Titel Musiklabel                | Höchstplatzierung, Gesamtwochen, AuszeichnungChartplatzierungen (Jahr, Titel, Musiklabel, Platzierungen, Wochen, Auszeichnungen, Anmerkungen) | Höchstplatzierung, Gesamtwochen, AuszeichnungChartplatzierungen (Jahr, Titel, Musiklabel, Platzierungen, Wochen, Auszeichnungen, Anmerkungen) | Höchstplatzierung, Gesamtwochen, AuszeichnungChartplatzierungen (Jahr, Titel, Musiklabel, Platzierungen, Wochen, Auszeichnungen, Anmerkungen) | Höchstplatzierung, Gesamtwochen, AuszeichnungChartplatzierungen (Jahr, Titel, Musiklabel, Platzierungen, Wochen, Auszeichnungen, Anmerkungen) | Anmerkungen                           |
| Jahr | Titel Musiklabel                | FR | BEW | DE | CH | Anmerkungen                           |
| ---- | ------------------------------- | --- | --- | --- | --- | ------------------------------------- |
| 2015 | Charo Life Talent Factory (UMG) | FR3 (20 Wo.)FR | BEW10 (20 Wo.)BEW | — | — | Erstveröffentlichung: 2. Oktober 2015 |

## Singles

### Als Leadmusiker
| Jahr | Titel Album                         | Höchstplatzierung, Gesamtwochen, AuszeichnungChartplatzierungen (Jahr, Titel, Album, Platzierungen, Wochen, Auszeichnungen, Anmerkungen) | Höchstplatzierung, Gesamtwochen, AuszeichnungChartplatzierungen (Jahr, Titel, Album, Platzierungen, Wochen, Auszeichnungen, Anmerkungen) | Höchstplatzierung, Gesamtwochen, AuszeichnungChartplatzierungen (Jahr, Titel, Album, Platzierungen, Wochen, Auszeichnungen, Anmerkungen) | Höchstplatzierung, Gesamtwochen, AuszeichnungChartplatzierungen (Jahr, Titel, Album, Platzierungen, Wochen, Auszeichnungen, Anmerkungen) | Anmerkungen                                                                                       |
| Jahr | Titel Album                         | FR | BEW | DE | CH | Anmerkungen                                                                                       |
| --- | ----------------------------------- | --- | --- | --- | --- | ------------------------------------------------------------------------------------------------- |
| 2015 | Matuidi charo (PSG) Charo Life      | FR34 Diamant · (18 Wo.)FR | — | — | — | Erstveröffentlichung: 29. März 2015 Verkäufe: + 333.333; feat. Rako, Brigi, Trafiquinte & Madrane |
| 2015 | Gros bonnets Charo Life             | FR80 (7 Wo.)FR | — | — | — | Erstveröffentlichung: 20. Juli 2015 feat. Madrane                                                 |
| 2015 | Ochoa Charo Life                    | FR74 (6 Wo.)FR | — | — | — | Erstveröffentlichung: 11. September 2015                                                          |
| 2016 | Maître chien Zifukoro               | FR191 (2 Wo.)FR | — | — | — | Erstveröffentlichung: 15. Januar 2016                                                             |
| 2016 | Jsuis dans l’truc (Freestyle) –     | FR78 (1 Wo.)FR | — | — | — | Erstveröffentlichung: 4. März 2016                                                                |
| 2016 | Zifukoro                            | FR120 Gold · (2 Wo.)FR | — | — | — | Erstveröffentlichung: 13. April 2016 Verkäufe: + 100.000                                          |
| 2016 | Mustapha Jefferson Zifukoro         | FR111 Platin · (9 Wo.)FR | — | — | — | Erstveröffentlichung: 16. Mai 2016 Verkäufe: + 200.000                                            |
| 2016 | Elle avait son djo Zifukoro         | FR9 Platin · (9 Wo.)FR | — | — | — | Erstveröffentlichung: 19. September 2016 Verkäufe: + 200.000; feat. Maître Gims                   |
| 2016 | Commando –                          | FR37 Gold · (10 Wo.)FR | — | — | — | Erstveröffentlichung: 2. Dezember 2016 Verkäufe: + 66.666                                         |
| 2017 | B.O.C Commando                      | FR15 Platin · (41 Wo.)FR | BEW40 (1 Wo.)BEW | — | — | Erstveröffentlichung: 10. März 2017 Verkäufe: + 133.333                                           |
| 2017 | J’suis dans l’baye –                | FR75 Gold · (27 Wo.)FR | — | — | — | Erstveröffentlichung: 7. April 2017 Verkäufe: + 66.666                                            |
| 2017 | Chasse à l’homme Commando           | FR18 Diamant · (39 Wo.)FR | BEW39 (2 Wo.)BEW | — | — | Erstveröffentlichung: 28. April 2017 Verkäufe: + 333.333                                          |
| 2017 | Réseaux Commando                    | FR1 Diamant · (64 Wo.)FR | BEW1 Platin · (30 Wo.)BEW | DE41 Gold · (10 Wo.)DE | CH23 (29 Wo.)CH | Erstveröffentlichung: 7. Juli 2017 Verkäufe: + 463.333                                            |
| 2017 | Salé Commando                       | FR2 Diamant · (51 Wo.)FR | BEW42 (2 Wo.)BEW | — | CH62 (6 Wo.)CH | Erstveröffentlichung: 6. Oktober 2017 Verkäufe: + 233.333                                         |
| 2018 | Tuba Life Commando                  | FR2 Diamant · (42 Wo.)FR | — | — | CH29 (2 Wo.)CH | Erstveröffentlichung: 3. Januar 2018 Verkäufe: + 233.333; feat. Booba                             |
| 2018 | Medellín Commando                   | FR3 Diamant · (43 Wo.)FR | — | — | CH30 (4 Wo.)CH | Erstveröffentlichung: 16. März 2018 Verkäufe: + 233.333                                           |
| 2018 | Versus Commando                     | FR9 Platin · (10 Wo.)FR | — | — | — | Erstveröffentlichung: 13. April 2018 Verkäufe: + 200.000; feat. MHD                               |
| 2018 | Country Game Over                   | FR23 Gold · (22 Wo.)FR | — | — | — | Erstveröffentlichung: 20. April 2018 Verkäufe: + 100.000                                          |
| 2018 | W.L.G Commando                      | FR4 Diamant · (24 Wo.)FR | BEW37 (5 Wo.)BEW | — | CH85 (2 Wo.)CH | Erstveröffentlichung: 10. August 2018 Verkäufe: + 333.333                                         |
| 2019 | Giuseppe –                          | FR5 Gold · (16 Wo.)FR | — | — | — | Erstveröffentlichung: 1. März 2019 Verkäufe: + 100.000                                            |
| 2019 | Médicament Mr Sal                   | FR1 Diamant · (64 Wo.)FR | BEW26 Gold · (24 Wo.)BEW | — | CH43 (8 Wo.)CH | Erstveröffentlichung: 5. April 2019 Verkäufe: + 348.333; feat. Booba                              |
| 2019 | Du lundi au lundi Mr Sal            | FR5 Diamant · (28 Wo.)FR | BEW32 (4 Wo.)BEW | — | CH68 (1 Wo.)CH | Erstveröffentlichung: 5. Juli 2019 Verkäufe: + 333.333                                            |
| 2019 | Passa passa (#BooskaMechant) –      | FR14 Gold · (8 Wo.)FR | — | — | — | Erstveröffentlichung: 2. August 2019 Verkäufe: + 100.000                                          |
| 2019 | La zone est minée Mr Sal            | FR27 Gold · (5 Wo.)FR | BEW36 (1 Wo.)BEW | — | — | Erstveröffentlichung: 6. September 2019 Verkäufe: + 100.000                                       |
| 2019 | Bâtiment Mr Sal                     | FR2 Diamant · (47 Wo.)FR | — | — | CH40 (2 Wo.)CH | Erstveröffentlichung: 25. Oktober 2019 Verkäufe: + 333.333                                        |
| 2019 | Méchant Mr Sal                      | FR1 Diamant · (31 Wo.)FR | — | — | CH24 (3 Wo.)CH | Erstveröffentlichung: 23. Dezember 2019 Verkäufe: + 333.333; feat. Ninho                          |
| 2020 | Siliconé Mr Sal                     | FR4 Diamant · (51 Wo.)FR | — | — | — | Erstveröffentlichung: 31. Januar 2020 Verkäufe: + 333.333                                         |
| 2020 | Bandit chef Mr Sal                  | FR26 (7 Wo.)FR | — | — | — | Erstveröffentlichung: 10. Juli 2020 mit Madrane                                                   |
| 2021 | Chargé –                            | FR31 (4 Wo.)FR | — | — | — | Erstveröffentlichung: 15. Januar 2021                                                             |
| 2021 | Gnonmi avec Lait –                  | FR132 (2 Wo.)FR | — | — | — | Erstveröffentlichung: 1. März 2021 mit Fior De Bior                                               |
| 2021 | Bolivienne –                        | FR71 (4 Wo.)FR | — | — | — | Erstveröffentlichung: 4. April 2021                                                               |
| 2021 | De bon matin Le monde est méchant   | FR21 Gold · (15 Wo.)FR | — | — | — | Erstveröffentlichung: 19. August 2021 Verkäufe: + 100.000; feat. Guy2Bezbar                       |
| 2021 | Mapess Le monde est méchant         | FR9 Platin · (21 Wo.)FR | — | — | — | Erstveröffentlichung: 7. Oktober 2021 Verkäufe: + 200.000                                         |
| 2021 | Le monde est méchant                | FR32 Gold · (5 Wo.)FR | — | — | — | Erstveröffentlichung: 29. Oktober 2021 Verkäufe: + 100.000                                        |
| 2021 | N.I Le monde est méchant            | FR2 Diamant · (52 Wo.)FR | BEW16 (4 Wo.)BEW | — | CH19 (3 Wo.)CH | Erstveröffentlichung: 2. November 2021 Verkäufe: + 333.333; feat. Ninho                           |
| 2022 | Genkidama Le monde est méchant (V2) | FR5 Platin · (14 Wo.)FR | — | — | CH94 (1 Wo.)CH | Erstveröffentlichung: 25. November 2022 Verkäufe: + 200.000                                       |
| 2024 | Coco GOAT                           | FR3 Diamant · (54 Wo.)FR | BEW25 Gold · (12 Wo.)BEW | — | CH52 (8 Wo.)CH | Erstveröffentlichung: 12. Juli 2024 Verkäufe: + 343.333; mit Ninho                                |
| 2024 | 911 GOAT                            | FR6 Gold · (12 Wo.)FR | BEW49 (1 Wo.)BEW | — | CH67 (1 Wo.)CH | Erstveröffentlichung: 6. September 2024 Verkäufe: + 100.000; mit Ninho & Koba LaD                 |
| 2024 | UnRappeurÇaRap #1 –                 | FR31 (2 Wo.)FR | — | — | — | Erstveröffentlichung: 11. Oktober 2024 mit Ninho                                                  |
| 2024 | UnRappeurÇaRap #2 –                 | FR34 (2 Wo.)FR | — | — | — | Erstveröffentlichung: 17. Oktober 2024 mit Ninho                                                  |
| 2024 | UnRappeurÇaRap #3 –                 | FR157 (1 Wo.)FR | — | — | — | Erstveröffentlichung: 23. Oktober 2024 mit Ninho                                                  |
| 2025 | Adriano –                           | FR10 (… Wo.)FR | BEW48 (… Wo.)BEW | — | — | Erstveröffentlichung: 11. Juli 2025                                                               |
| Folgende Lieder erschienen nicht als Single, wurden aber durch das Album zum Download und Streaming bereitgestellt und konnten somit eine Platzierung erlangen: |                                     | | | | |                                                                                                   |
| |                                     | | | | |                                                                                                   |
| 2016 | M.L.C Zifukoro                      | FR46 (3 Wo.)FR | — | — | — | Charteinstieg: 4. Juni 2016 feat. Booba                                                           |
| 2016 | Mauvais payeur Zifukoro             | FR128 (3 Wo.)FR | — | — | — | Charteinstieg: 11. Juni 2016 feat. Sch                                                            |
| 2016 | Cala boca Zifukoro                  | FR136 (1 Wo.)FR | — | — | — | Charteinstieg: 11. Juni 2016 feat. Gradur                                                         |
| 2016 | Italia Zifukoro                     | FR138 Gold · (1 Wo.)FR | — | — | — | Charteinstieg: 11. Juni 2016 Verkäufe: + 100.000                                                  |
| 2016 | L’ennemi Zifukoro                   | FR182 (1 Wo.)FR | — | — | — | Charteinstieg: 11. Juni 2016 feat. Kalash & Skaodi                                                |
| 2017 | Story X Commando                    | FR4 Platin · (22 Wo.)FR | — | — | — | Charteinstieg: 29. September 2017 Verkäufe: + 133.333                                             |
| 2017 | Ah bon? Commando                    | FR6 Gold · (15 Wo.)FR | — | — | — | Charteinstieg: 29. September 2017 Verkäufe: + 66.666                                              |
| 2017 | La wewer Commando                   | FR7 Gold · (10 Wo.)FR | — | — | — | Charteinstieg: 29. September 2017 Verkäufe: + 66.666                                              |
| 2017 | Snapchat Commando                   | FR8 Platin · (18 Wo.)FR | — | — | — | Charteinstieg: 29. September 2017 Verkäufe: + 200.000                                             |
| 2017 | Twerk dans l’binks Commando         | FR12 Gold · (10 Wo.)FR | — | — | — | Charteinstieg: 29. September 2017 Verkäufe: + 66.666                                              |
| 2017 | Amour X Commando                    | FR13 Platin · (18 Wo.)FR | — | — | — | Charteinstieg: 29. September 2017 Verkäufe: + 200.000                                             |
| 2017 | Favelas Commando                    | FR14 Gold · (10 Wo.)FR | — | — | — | Charteinstieg: 29. September 2017 Verkäufe: + 66.666; feat. Skaodi                                |
| 2017 | H&M Commando                        | FR20 Gold · (10 Wo.)FR | — | — | — | Charteinstieg: 29. September 2017 Verkäufe: + 66.666                                              |
| 2017 | D.M.B Commando                      | FR24 (6 Wo.)FR | — | — | — | Charteinstieg: 29. September 2017                                                                 |
| 2019 | Mr Sal                              | FR3 Platin · (12 Wo.)FR | — | — | CH41 (2 Wo.)CH | Charteinstieg: 13. September 2019 Verkäufe: + 200.000                                             |
| 2019 | Mendoza Mr Sal                      | FR6 Gold · (9 Wo.)FR | — | — | — | Charteinstieg: 13. September 2019 Verkäufe: + 100.000                                             |
| 2019 | Vrai Mr Sal                         | FR7 Gold · (6 Wo.)FR | — | — | — | Charteinstieg: 13. September 2019 Verkäufe: + 100.000                                             |
| 2019 | Moula Mr Sal                        | FR9 Gold · (6 Wo.)FR | — | — | — | Charteinstieg: 13. September 2019 Verkäufe: + 100.000; feat. Heuss l’Enfoiré                      |
| 2019 | Tous les couler Mr Sal              | FR10 Gold · (6 Wo.)FR | — | — | — | Charteinstieg: 13. September 2019 Verkäufe: + 100.000; feat. Koba LaD                             |
| 2019 | Hasta luego Mr Sal                  | FR11 Gold · (6 Wo.)FR | — | — | — | Charteinstieg: 13. September 2019 Verkäufe: + 100.000                                             |
| 2019 | Stop Mr Sal                         | FR15 (6 Wo.)FR | — | — | — | Charteinstieg: 13. September 2019                                                                 |
| 2019 | Valise Mr Sal                       | FR16 (3 Wo.)FR | — | — | — | Charteinstieg: 13. September 2019                                                                 |
| 2019 | Tellement Gang Mr Sal               | FR20 (3 Wo.)FR | — | — | — | Charteinstieg: 13. September 2019                                                                 |
| 2019 | J’suis dans le Wayes Mr Sal         | FR22 (4 Wo.)FR | — | — | — | Charteinstieg: 13. September 2019                                                                 |
| 2019 | Manu le coq Mr Sal                  | FR25 (4 Wo.)FR | — | — | — | Charteinstieg: 13. September 2019 feat. Skaodi                                                    |
| 2019 | Des flingues et des roses Mr Sal    | FR26 Gold · (4 Wo.)FR | — | — | — | Charteinstieg: 13. September 2019 Verkäufe: + 100.000                                             |
| 2019 | Bon déjà Mr Sal                     | FR99 Gold · (3 Wo.)FR | — | — | — | Charteinstieg: 15. November 2019 Verkäufe: + 100.000                                              |
| 2021 | Blue Magic Le monde est méchant     | FR8 Platin · (16 Wo.)FR | BEW47 (1 Wo.)BEW | — | CH61 (1 Wo.)CH | Charteinstieg: 12. November 2021 Verkäufe: + 200.000; feat. Maes                                  |
| 2021 | Jota Le monde est méchant           | FR10 Platin · (7 Wo.)FR | BEW44 (1 Wo.)BEW | — | CH54 (1 Wo.)CH | Charteinstieg: 12. November 2021 Verkäufe: + 200.000; feat. Hamza                                 |
| 2021 | 140G Le monde est méchant           | FR15 Gold · (7 Wo.)FR | — | — | — | Charteinstieg: 12. November 2021 Verkäufe: + 100.000; feat. 1Plika140                             |
| 2021 | 44 Le monde est méchant             | FR17 Diamant · (37 Wo.)FR | — | — | — | Charteinstieg: 12. November 2021 Verkäufe: + 333.333                                              |
| 2021 | Paris Le monde est méchant          | FR21 Gold · (4 Wo.)FR | — | — | — | Charteinstieg: 12. November 2021 Verkäufe: + 100.000                                              |
| 2021 | Joe Pesci Le monde est méchant      | FR28 (3 Wo.)FR | — | — | — | Charteinstieg: 12. November 2021 feat. Tiakola                                                    |
| 2021 | Canelo Le monde est méchant         | FR29 (2 Wo.)FR | — | — | — | Charteinstieg: 12. November 2021                                                                  |
| 2021 | Lundi Le monde est méchant          | FR33 (2 Wo.)FR | — | — | — | Charteinstieg: 12. November 2021                                                                  |
| 2021 | T-Rain Le monde est méchant         | FR36 Gold · (2 Wo.)FR | — | — | — | Charteinstieg: 12. November 2021 Verkäufe: + 100.000                                              |
| 2021 | Paramètre Le monde est méchant      | FR42 (2 Wo.)FR | — | — | — | Charteinstieg: 12. November 2021                                                                  |
| 2021 | CDC Le monde est méchant            | FR59 (2 Wo.)FR | — | — | — | Charteinstieg: 12. November 2021 feat. Pepito & Madrane                                           |
| 2021 | Service Le monde est méchant        | FR61 (1 Wo.)FR | — | — | — | Charteinstieg: 12. November 2021 feat. Mayo                                                       |
| 2021 | Loup solitaire Le monde est méchant | FR64 (2 Wo.)FR | — | — | — | Charteinstieg: 12. November 2021 feat. Liim’s                                                     |
| 2021 | Journée Le monde est méchant        | FR70 Platin · (3 Wo.)FR | — | — | — | Charteinstieg: 12. November 2021 Verkäufe: + 200.000; feat. Tiakola                               |
| 2022 | R.A.S. Le monde est méchant (V2)    | FR17 (6 Wo.)FR | — | — | — | Charteinstieg: 2. Dezember 2022                                                                   |
| 2022 | Sal baye Le monde est méchant (V2)  | FR40 (2 Wo.)FR | — | — | — | Charteinstieg: 2. Dezember 2022                                                                   |
| 2022 | Nueve Le monde est méchant (V2)     | FR51 (1 Wo.)FR | — | — | — | Charteinstieg: 2. Dezember 2022                                                                   |
| 2022 | GSD Le monde est méchant (V2)       | FR53 (2 Wo.)FR | — | — | — | Charteinstieg: 2. Dezember 2022                                                                   |
| 2022 | Squaad Le monde est méchant (V2)    | FR59 (1 Wo.)FR | — | — | — | Charteinstieg: 2. Dezember 2022                                                                   |
| 2022 | Solo Le monde est méchant (V2)      | FR60 (1 Wo.)FR | — | — | — | Charteinstieg: 2. Dezember 2022                                                                   |
| 2022 | Corleone Le monde est méchant (V2)  | FR65 (1 Wo.)FR | — | — | — | Charteinstieg: 2. Dezember 2022                                                                   |
| 2022 | Toka Le monde est méchant (V2)      | FR96 (1 Wo.)FR | — | — | — | Charteinstieg: 2. Dezember 2022                                                                   |
| 2022 | Gâté Le monde est méchant (V2)      | FR106 (1 Wo.)FR | — | — | — | Charteinstieg: 2. Dezember 2022                                                                   |
| 2024 | Collabo GOAT                        | FR4 Diamant · (… Wo.)FR | BEW45 Gold · (4 Wo.)BEW | — | CH89 (… Wo.)CH | Charteinstieg: 3. November 2024 Verkäufe: + 343.333; mit Ninho                                    |
| 2024 | Boucherie GOAT                      | FR5 Gold · (6 Wo.)FR | BEW42 (1 Wo.)BEW | — | CH80 (1 Wo.)CH | Charteinstieg: 3. November 2024 Verkäufe: + 100.000; mit Ninho                                    |
| 2024 | Jungle GOAT                         | FR7 Gold · (9 Wo.)FR | — | — | — | Charteinstieg: 1. November 2024 Verkäufe: + 100.000; mit Ninho                                    |
| 2024 | Ghetto Star GOAT                    | FR13 (5 Wo.)FR | — | — | — | Charteinstieg: 1. November 2024 mit Ninho                                                         |
| 2024 | Malsain GOAT                        | FR14 (4 Wo.)FR | — | — | — | Charteinstieg: 1. November 2024 mit Ninho                                                         |
| 2024 | Guitare GOAT                        | FR15 (4 Wo.)FR | — | — | — | Charteinstieg: 1. November 2024 mit Ninho                                                         |
| 2024 | Waribana GOAT                       | FR16 (6 Wo.)FR | — | — | — | Charteinstieg: 1. November 2024 mit Ninho                                                         |
| 2024 | HAQ GOAT                            | FR22 (3 Wo.)FR | — | — | — | Charteinstieg: 1. November 2024 mit Ninho                                                         |
| 2024 | Du sal GOAT                         | FR23 (3 Wo.)FR | — | — | — | Charteinstieg: 1. November 2024 mit Ninho                                                         |
| 2024 | Broly GOAT                          | FR24 (3 Wo.)FR | — | — | — | Charteinstieg: 1. November 2024 mit Ninho                                                         |
| 2024 | Opinel 12 GOAT                      | FR25 (4 Wo.)FR | — | — | — | Charteinstieg: 1. November 2024 mit Ninho                                                         |
| 2024 | Authentique GOAT                    | FR26 (5 Wo.)FR | — | — | — | Charteinstieg: 1. November 2024 mit Ninho                                                         |
| 2024 | Loin d’deux GOAT                    | FR39 (3 Wo.)FR | — | — | — | Charteinstieg: 1. November 2024 mit Ninho                                                         |

### Als Gastmusiker
| Jahr | Titel Album                                   | Höchstplatzierung, Gesamtwochen, AuszeichnungChartplatzierungen (Jahr, Titel, Album, Platzierungen, Wochen, Auszeichnungen, Anmerkungen) | Höchstplatzierung, Gesamtwochen, AuszeichnungChartplatzierungen (Jahr, Titel, Album, Platzierungen, Wochen, Auszeichnungen, Anmerkungen) | Höchstplatzierung, Gesamtwochen, AuszeichnungChartplatzierungen (Jahr, Titel, Album, Platzierungen, Wochen, Auszeichnungen, Anmerkungen) | Höchstplatzierung, Gesamtwochen, AuszeichnungChartplatzierungen (Jahr, Titel, Album, Platzierungen, Wochen, Auszeichnungen, Anmerkungen) | Höchstplatzierung, Gesamtwochen, AuszeichnungChartplatzierungen (Jahr, Titel, Album, Platzierungen, Wochen, Auszeichnungen, Anmerkungen) | Anmerkungen                                                                             |
| Jahr | Titel Album                                   | FR | BEW | DE | AT | CH | Anmerkungen                                                                             |
| --- | --------------------------------------------- | --- | --- | --- | --- | --- | --------------------------------------------------------------------------------------- |
| 2015 | Sapés comme jamais Mon cœur avait raison      | FR2 Diamant · (83 Wo.)FR | BEW2 Gold · (26 Wo.)BEW | — | — | — | Erstveröffentlichung: 19. Oktober 2015 Verkäufe: + 348.333; Maître Gims feat. Niska     |
| 2017 | En leuleu #VVRDL                              | FR49 Gold · (20 Wo.)FR | — | — | — | — | Erstveröffentlichung: 6. Juli 2017 Verkäufe: + 66.666; Sadek feat. Niska                |
| 2018 | Zoum Phoenix                                  | FR42 Platin · (23 Wo.)FR | BEW41 (8 Wo.)BEW | — | — | — | Erstveröffentlichung: 2. November 2018 Verkäufe: + 200.000; Soprano feat. Niska         |
| 2019 | Boom Bye Bye Europa                           | FR21 Gold · (12 Wo.)FR | — | — | — | — | Erstveröffentlichung: 25. Januar 2019 Verkäufe: + 100.000; Diplo feat. Niska            |
| 2019 | Vréalité                                      | FR38 (8 Wo.)FR | — | — | — | — | Erstveröffentlichung: 12. April 2019 Kekra feat. Niska                                  |
| 2019 | RR 9.1 L’affranchi                            | FR3 Diamant · (45 Wo.)FR | BEW25 Gold · (14 Wo.)BEW | — | — | CH75 (1 Wo.)CH | Erstveröffentlichung: 19. April 2019 Verkäufe: + 343.333; Koba LaD feat. Niska          |
| 2019 | Maman ne le sait pas Destin                   | FR2 Diamant · (163 Wo.)FR | BEW44 (4 Wo.)BEW | — | — | CH24 (5 Wo.)CH | Erstveröffentlichung: 24. Mai 2019 Verkäufe: + 373.333; Ninho feat. Niska               |
| 2020 | Criminel Losa                                 | FR5 Diamant · (23 Wo.)FR | — | — | — | CH86 (1 Wo.)CH | Erstveröffentlichung: 22. Mai 2020 Verkäufe: + 333.333; Bramsito feat. Niska            |
| 2020 | Nouveaux riches 100 visages                   | FR17 Gold · (7 Wo.)FR | — | — | — | — | Erstveröffentlichung: 31. Juli 2020 Verkäufe: + 100.000; Leto feat. Niska               |
| 2020 | Tieks BLO II                                  | FR18 (16 Wo.)FR | — | — | — | — | Erstveröffentlichung: 6. August 2020 13 Block feat. Niska                               |
| 2020 | On sait jamais Enna                           | FR3 Diamant · (22 Wo.)FR | BEW46 (1 Wo.)BEW | — | — | CH37 (2 Wo.)CH | Erstveröffentlichung: 4. September 2020 Verkäufe: + 333.333; PLK feat. Niska            |
| 2020 | Joli bébé Gros bébé                           | FR2 Diamant · (65 Wo.)FR | BEW17 Gold · (17 Wo.)BEW | — | — | CH19 (12 Wo.)CH | Erstveröffentlichung: 11. September 2020 Verkäufe: + 343.333; Naza feat. Niska          |
| 2020 | Monte le son En équipe                        | FR36 Platin · (18 Wo.)FR | — | — | — | — | Erstveröffentlichung: 2. Oktober 2020 Verkäufe: + 200.000; DJ Kayz feat. Niska          |
| 2020 | Millions d’euros A-One                        | FR7 Diamant · (18 Wo.)FR | — | — | — | — | Erstveröffentlichung: 25. November 2020 Verkäufe: + 333.333; Landy feat. Niska          |
| 2022 | Allez dehors À l’abri                         | FR12 Gold · (13 Wo.)FR | BEW24 (3 Wo.)BEW | — | — | CH66 (1 Wo.)CH | Erstveröffentlichung: 26. August 2022 Verkäufe: + 100.000; Fresh feat. Niska            |
| 2023 | Mauvais Yoski 2                               | FR91 (4 Wo.)FR | — | — | — | — | Erstveröffentlichung: 26. Mai 2023 Mayo feat. Niska                                     |
| 2023 | Sans cœur Pourvu qu’il pleuve                 | FR5 Diamant · (34 Wo.)FR | BEW42 Gold · (3 Wo.)BEW | — | — | CH65 (1 Wo.)CH | Erstveröffentlichung: 10. November 2023 Verkäufe: + 343.333; Shay feat. Niska           |
| 2023 | I Got U Era 24                                | FR103 (1 Wo.)FR | — | — | — | — | Erstveröffentlichung: 15. November 2023 Ronisia feat. Niska                             |
| 2024 | Blue Porsche Seductive                        | — | — | DE10 (4 Wo.)DE | AT21 (1 Wo.)AT | CH6 (4 Wo.)CH | Erstveröffentlichung: 25. Januar 2024 Luciano feat. Niska                               |
| 2024 | Canon –                                       | FR66 Gold · (10 Wo.)FR | BEW— GoldBEW | — | — | — | Erstveröffentlichung: 13. Juni 2024 Verkäufe: + 110.000; La Mano 1.9 feat. Niska        |
| 2025 | Arrêt de bus –                                | FR129 (… Wo.)FR | — | — | — | — | Erstveröffentlichung: 8. August 2025 mit Zkr                                            |
| Folgende Lieder erschienen nicht als Single, wurden aber durch das Album zum Download und Streaming bereitgestellt und konnten somit eine Platzierung erlangen: |                                               | | | | | |                                                                                         |
| |                                               | | | | | |                                                                                         |
| 2015 | Philly ShegueyVara 2                          | FR138 (1 Wo.)FR | — | — | — | — | Charteinstieg: 28. November 2015 Gradur feat. Niska                                     |
| 2016 | Elle a mal M.I.L.S (Maintenant ils le savent) | FR138 Diamant · (13 Wo.)FR | — | — | — | — | Charteinstieg: 29. Oktober 2016 Ninho feat. Niska                                       |
| 2017 | Walou Premier étage                           | FR118 (1 Wo.)FR | — | — | — | — | Charteinstieg: 3. Februar 2017 Keblack feat. Niska                                      |
| 2017 | Koussi koussa Mwaka Moon                      | FR52 Platin · (24 Wo.)FR | — | — | — | — | Charteinstieg: 20. Oktober 2017 Verkäufe: + 200.000; Kalash feat. Niska                 |
| 2017 | Sous contrôle Gentleman 2.0                   | FR19 Platin · (29 Wo.)FR | — | — | — | — | Charteinstieg: 1. Dezember 2017 Verkäufe: + 200.000; Dadju feat. Niska                  |
| 2017 | Ça va aller Trône                             | FR9 Platin · (12 Wo.)FR | — | — | — | — | Charteinstieg: 8. Dezember 2017 Verkäufe: + 133.333; Booba feat. Niska & Sidiki Diabaté |
| 2018 | Sucette Nakamura                              | FR4 Diamant · (39 Wo.)FR | — | — | — | — | Charteinstieg: 9. November 2018 Verkäufe: + 333.333; Aya Nakamura feat. Niska           |
| 2019 | Liquide Antidote                              | FR21 Diamant · (21 Wo.)FR | — | — | — | — | Charteinstieg: 10. Mai 2019 Verkäufe: + 333.333; Shay feat. Niska                       |
| 2020 | MD Vie d’artiste                              | FR6 Diamant · (43 Wo.)FR | — | — | — | CH75 (2 Wo.)CH | Charteinstieg: 3. Januar 2020 Verkäufe: + 333.333; 4Keus feat. Niska                    |
| 2020 | Nipsey Hussle R.I.P.R.O 4                     | FR22 (2 Wo.)FR | — | — | — | — | Charteinstieg: 23. Oktober 2020 Lacrim feat. Niska                                      |
| 2020 | Tu paniques Selection Naturelle               | FR24 (2 Wo.)FR | — | — | — | — | Charteinstieg: 27. November 2020 Kalash Criminel feat. feat. Niska                      |
| 2022 | Balader Sans visa                             | FR2 Diamant · (81 Wo.)FR | BEW22 Platin · (21 Wo.)BEW | — | — | CH72 (5 Wo.)CH | Charteinstieg: 3. Juni 2022 Verkäufe: + 353.333; Soolking feat. Niska                   |
| 2022 | Mode AV Mélo                                  | FR6 Diamant · (51 Wo.)FR | — | — | — | CH67 Gold · (1 Wo.)CH | Charteinstieg: 5. Juni 2022 Verkäufe: + 343.333; Tiakola feat. Niska & Gazo             |
| 2022 | Fame Liens du 100                             | FR23 Gold · (7 Wo.)FR | — | — | — | — | Charteinstieg: 3. Dezember 2022 SDM feat. Niska                                         |
| 2023 | A qui la faute Taulier                        | FR45 (2 Wo.)FR | — | — | — | — | Charteinstieg: 11. Februar 2023 Niro feat. Niska                                        |
| 2023 | B22 Omerta                                    | FR25 (3 Wo.)FR | — | — | — | — | Charteinstieg: 20. März 2023 Maes feat. Niska                                           |
| 2023 | Rebelote Memory                               | FR75 (1 Wo.)FR | — | — | — | — | Charteinstieg: 10. November 2023 Rsko feat. Niska & Ids                                 |
| 2024 | G.A.N.G. BDLM Vol.1                           | FR9 Gold · (11 Wo.)FR | — | — | — | — | Tiakola feat. La Mano 1.9 & Niska                                                       |
| 2025 | Tendance Nés Pour Briller : Book I            | FR54 (10 Wo.)FR | — | — | — | — | L2B feat. KLN & Niska                                                                   |

## Statistik

### Chartauswertung
|                     | FR    | BEW     | DE    | AT    | CH    |
| ------------------- | ----- | ------- | ----- | ----- | ----- |
| Nummer-eins-Alben   | FR3FR | BEW2BEW | DE—DE | AT—AT | CH—CH |
| Top-10-Alben        | FR6FR | BEW5BEW | DE—DE | AT—AT | CH3CH |
| Alben in den Charts | FR6FR | BEW6BEW | DE—DE | AT—AT | CH4CH |

|                       | FR      | BEW      | DE    | AT    | CH     |
| --------------------- | ------- | -------- | ----- | ----- | ------ |
| Nummer-eins-Singles   | FR3FR   | BEW1BEW  | DE—DE | AT—AT | CH—CH  |
| Top-10-Singles        | FR46FR  | BEW2BEW  | DE1DE | AT—AT | CH1CH  |
| Singles in den Charts | FR141FR | BEW22BEW | DE2DE | AT1AT | CH26CH |

### Auszeichnungen für Musikverkäufe
| Goldene Schallplatte - Kanada - 2024: für die Single Maman ne le sait pas |

Anmerkung: Auszeichnungen in Ländern aus den Charttabellen bzw. Chartboxen sind in ebendiesen zu finden.
| Land/RegionAuszeichnungen für Musikverkäufe (Land/Region, Auszeichnungen, Verkäufe, Quellen) | Gold       | Platin       | Diamant       | Verkäufe   | Quellen           |
| -------------------------------------------------------------------------------------------- | ---------- | ------------ | ------------- | ---------- | ----------------- |
| Belgien (BRMA)                                                                               | 8× Gold8   | 5× Platin5   | —             | 200.000    | ultratop.be       |
| Deutschland (BVMI)                                                                           | Gold1      | —            | —             | 200.000    | musikindustrie.de |
| Frankreich (SNEP)                                                                            | 35× Gold35 | 26× Platin26 | 31× Diamant31 | 17.433.317 | snepmusique.com   |
| Kanada (MC)                                                                                  | Gold1      | —            | —             | 40.000     | musiccanada.com   |
| Schweiz (IFPI)                                                                               | Gold1      | —            | —             | 10.000     | hitparade.ch      |
| Insgesamt                                                                                    | 46× Gold46 | 31× Platin31 | 31× Diamant31 |            |                   |